# Ribnica na Pohorju
Ribnica na Pohorju est une commune située dans la région du Carinthie slovène au nord de la Slovénie.

## Géographie
La commune est localisée dans la région de Carinthie slovène et plus particulièrement dans la région vallonnée du Pohorje.

### Villages
Les localités qui composent la commune sont Hudi Kot, Josipdol, Ribnica na Pohorju, Zgornja Orlica, Zgornji Janževski Vrh et Zgornji Lehen na Pohorju.

## Démographie
Entre 1999 et 2021, la population de la commune a légèrement diminué pour avoisiner les 1 000 habitants,.
Évolution démographique
| 1999  | 2000  | 2001  | 2002  | 2003  | 2004  | 2005  | 2006  | 2007  |
| ----- | ----- | ----- | ----- | ----- | ----- | ----- | ----- | ----- |
| 1 303 | 1 302 | 1 297 | 1 301 | 1 276 | 1 287 | 1 277 | 1 274 | 1 260 |
| 2008  | 2009  | 2010  | 2011  | 2012  | 2013  | 2014  | 2015  | 2016  |
| 1 272 | 1 228 | 1 253 | 1 232 | 1 205 | 1 198 | 1 183 | 1 175 | 1 180 |
| 2017  | 2018  | 2019  | 2020  | 2021  |       |       |       |       |
| 1 179 | 1 148 | 1 128 | 1 116 | 1 142 |       |       |       |       |